# Johann II. (Aragón)

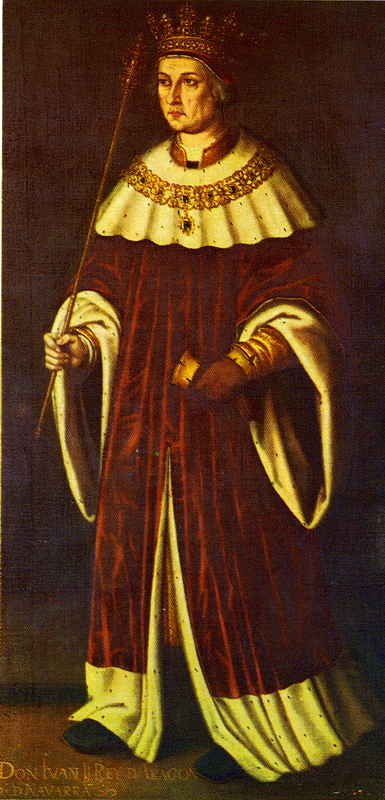
Phantasieportrait von Johann II. von Aragón aus dem 16. Jahrhundert von Rolan de Mois

Johann II. (* 29. Juni 1397 oder 29. Juni 1398 in Medina del Campo; † 19. Januar 1479 in Barcelona) war von 1458 bis 1479 König von Aragón, als Johann I. König von Sardinien, sowie durch Ehe bereits ab 1425 König von Navarra.

## Leben
Johann, ein Abkömmling des Hauses Trastámara, war der Sohn von Ferdinand I. von Aragón und Eleonore Urraca von Kastilien. 1415 wurde er von seinem Vater als aragonesischer Vizekönig von Sizilien eingesetzt. Er hatte dieses Amt allerdings nur bis 1416 inne, als sein Vater starb und dessen Nachfolger, Johanns älterer Bruder Alfons V., ihn absetzte.
1420 heiratete er Blanka von Navarra, als deren Gemahl er 1425 König von Navarra wurde – bis zu ihrem Tod 1441 rechtmäßig, danach unrechtmäßig, indem er seinem Sohn Karl von Viana die Krone Navarras vorenthielt. In Kastilien besaß er auch etliche Territorien. Johanns Regierung war hart und willkürlich gegen seine eigenen Untertanen. Im vom 1451 bis 1455 dauernden Bürgerkrieg, den Johann gegen seinen Sohn Karl austrug, ließ er diesen zwei Jahre inhaftieren und trieb ihn schließlich 1455 bis 1458 ins Exil nach Neapel. 1458 starb Johanns Bruder Alfons V. und Johann beerbte diesen als König von Aragon und Sardinien. Auch nach der Rückkehr Karls nach Spanien verwehrte Johann ihm den Status des Thronerben von Navarra und Aragón und ließ ihn 1460 neuerlich einsperren. Ein Jahr später starb Karl, vielleicht durch Gift. Seit 1462 musste Johann eine Rebellion der Katalanen bekämpfen, die er erst zehn Jahre später siegreich beenden konnte. Danach führte er bis zu seinem Tod Krieg gegen den französischen König Ludwig XI.
1461 wurde er in den Orden vom Goldenen Vlies aufgenommen.
Auf Johann folgte Ferdinand II., der Katholische, sein Sohn aus seiner zweiten Ehe (seit 1. April 1444) mit Juana Enríquez (* um 1425, † 13. Februar 1468). Seit 1469 war Ferdinand Gemahl Isabellas, der Thronerbin von Kastilien, wodurch Aragón mit Kastilien von 1479 bis 1504 in einer Personalunion vereinigt wurden.

## Nachkommen
Aus seiner ersten Ehe mit Blanka von Navarra:
- Karl von Viana (* 1421; † 1461), Prinz von Navarra
- Johanna von Aragon (* 1423; † 1425)
- Blanka von Aragón (* 1424; † 1464) ⚭ Heinrich IV. von Kastilien
- Eleonore (* 1425; † 1479)

Aus seiner zweiten Ehe mit Juana Enríquez:
- Ferdinand II. (Aragón) (* 10. März 1452; † 23. Januar 1516), König von Aragón
- Johanna von Aragón (* 1454; † 1517) ⚭ König Ferdinand I. von Neapel

Aus seiner außerehelichen Verbindung mit Leonor de Escobar: 
- Alfons von Aragonien und Escobar (* 1415; † 1485)